# Bursledon
Bursledon is een civil parish in het bestuurlijke gebied Eastleigh, in het Engelse graafschap Hampshire.